# ニューヨーク・エリア
- ユニバーサル・パークス&リゾーツ > ニューヨーク・エリア
  - ユニバーサル・オーランド・リゾート > ユニバーサル・スタジオ・フロリダ > ニューヨーク・エリア
  - ユニバーサル・スタジオ・ジャパン > ニューヨーク・エリア
  - ユニバーサル・スタジオ・シンガポール > ニューヨーク・エリア

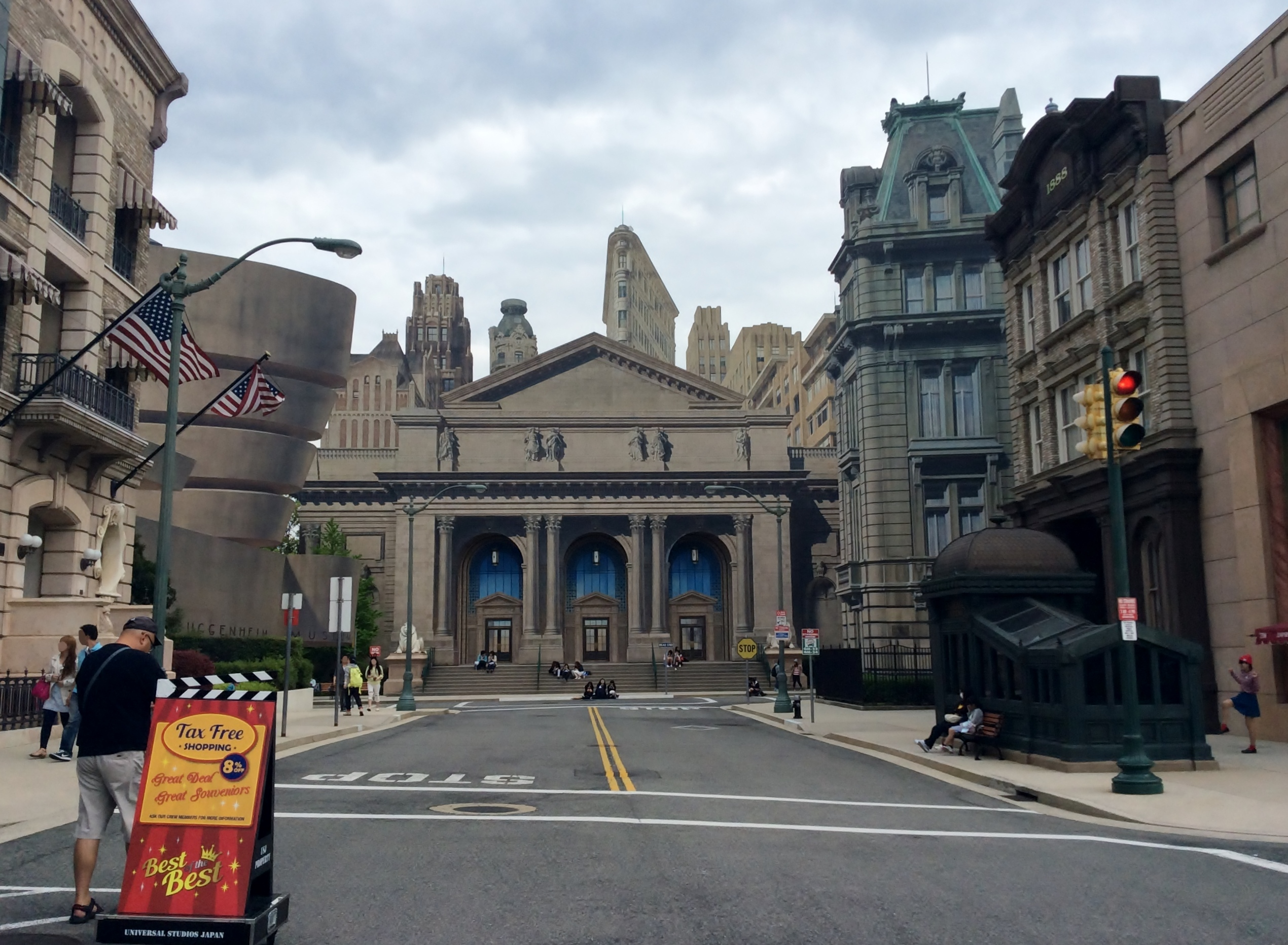
ニューヨーク・エリアの街並み

ニューヨーク・エリア（New York Area）とは、世界のユニバーサル・スタジオ・テーマパークにあるエリアの一つである。

## 存在するパーク
- ユニバーサル・スタジオ・フロリダ（ユニバーサル・オーランド・リゾート）
- ユニバーサル・スタジオ・ジャパン
- ユニバーサル・スタジオ・シンガポール

## 概要
1930年代のニューヨークの街並みが広がるエリア。華やかな5番街から庶民的なデランシーストリートまで、当時の街並みが楽しめる。

## 施設

### ユニバーサル・スタジオ・フロリダ
アトラクション
- Race Through New York Starring Jimmy Fallon（レース・スルー・ニューヨーク・スターリング・ジミー・ファロン）
- Revenge of the Mummy（リベンジ・オブ・ザ・マミー）
- The Blues Brothers Show（ザ・ブルース・ブラザーズ・ショー）
- Hollywood Rip Ride Rockit（ハリウッド・リップ・ライド・ロックイット）
- Transformers: The Ride 3D（トランスフォーマー・ザ・ライド3D）
- Universal Music Plaza Stage（ユニバーサル・ミュージック・プラザ・ステージ）

レストラン
- Ben & Jerry's
- Finnegan's Bar and Gril
- Louie's Italian Restaurant
- Starbucks Coffee

ショップ
- Tonight Shop
- Sahara Traders
- Rosie's Irish Shop
- Park Plaza Holiday Shop
- The Film Vault
- Supply Vault

#### クローズした施設
- Extreme Ghostbusters: The Great Fright Way（エクストリーム・ゴーストバスターズ:ザ・グレイト・フライト・ウェイ）
- Ghostbusters Spooktacular（ゴーストバスターズ・スポークタクラー）
- Islands of Adventure Preview Center（アイランド・オブ・アドベンチャー・プレビュー・センター）
- Kongfrontation（コングフロンテーション）
- The Marvel Show（ザ・マーベル・ショー）
- Screen Test Home Video Adventure（スクリーン・テスト・ホーム・ビデオ・アドベンチャー）
- StreetBusters（ストリートバスターズ）
- Twister...Ride it Out（ツイスター...ライド イット アウト）

### ユニバーサル・スタジオ・ジャパン
アトラクション
- マンハッタンシアター
  - 名探偵コナン 4-D ライブ・ショー 〜星空の宝石〜
- フォーティセカンド・ストリート・スタジオ ～ グリーティング・ギャラリー ～

レストラン
- フィネガンズ・バー&グリル
- ルイズ N.Y. ピザパーラー
- SAIDO
- パーク・サイド・グリル

ショップ
- ユニバーサル・スタジオ・スーベニア
- フェスティバル・イン・ザ・パーク

エンターテインメント
- ストリートサイド・シンフォニー
- クロミ・ライブ

その他
- パレスシアター
- グラマシーパーク

#### クローズした施設
アトラクション
- ターミネーター 2:3-D
- アメージング・アドベンチャー・オブ・スパイダーマン・ザ・ライド 4K3D

レストラン
- アズーラ・ディ・カプリ

ショップ
- サイバーダイン・プロダクト・ショーケース
- 10th ユニバーサリー
- ハリウッド・ムービー・メーキャップ
- ワンダーピックス
- アメージング・スパイダーマン・ストア
- アメージング・スパイダーマン・ザ・ライド・フォト
- アメージング・スパイダーマン・フォト・オポチュニティ

エンターテインメント
- ハッピーハーモニー・セレブレーション
- ファンタスティック・ワールド[2]
- Dreams Are Universal[3]

### ユニバーサル・スタジオ・シンガポール
アトラクション
- ライツ!カメラ!アクション!!byスティーヴン・スピルバーグ
スティーヴン・スピルバーグが監督し、創り上げたショータイプのアトラクション。ニューヨークが巨大ハリケーンに襲われた、という設定で、それを火や水、爆発音などの特殊効果を使用して、ゲストに体験させる。

- セサミストリート・スパゲティ・スペース・チェイス
ステージ 28のクローズ後に導入されたセサミストリートをテーマにした屋内型アトラクション。

レストラン
- ルイズ NY ピザ・パーラー
- ケーティーズ・グリル

ショップ
- ビッグバード・エンポリアム